# لانتانا متموجة
لانتانا متموجة (الاسم العلمي: Lantana undulata) هي نوع نباتي يتبع جنس اللانتانا من فصيلة اللويزية.